# Descurainia pinnata
Espèce
Descurainia pinnata est une espèce de plantes à fleurs de la famille des Brassicacées.